# Dorometra sesokonis
Dorometra sesokonis is een haarster uit de familie Antedonidae.
De wetenschappelijke naam van de soort werd in 2009 gepubliceerd door Obuchi, Kogo & Fujita.

## Kenmerken
Dit is een kleine Dorometra, waarvan de armen niet langer worden dan 30 mm. Hij heeft tot 30 slanke cirri, bestaande uit 10 segmenten. De dieren zijn hermafrodiet.

## Verspreiding
Riukiu-eilanden, (Japan), tussen de 10 en 25 meter diep.